# Ілювій
Ілювій (рос. илювий, англ. illuvium, нім. Illuvium n, Illuvie f) — мінеральні й органічні речовини, вилуговувані (винесені) водою з верхніх шарів ґрунту й відкладені в його нижній частині (ілювіальному горизонті).